# Indià
|  | Per a altres significats, vegeu «Indià (desambiguació)». |

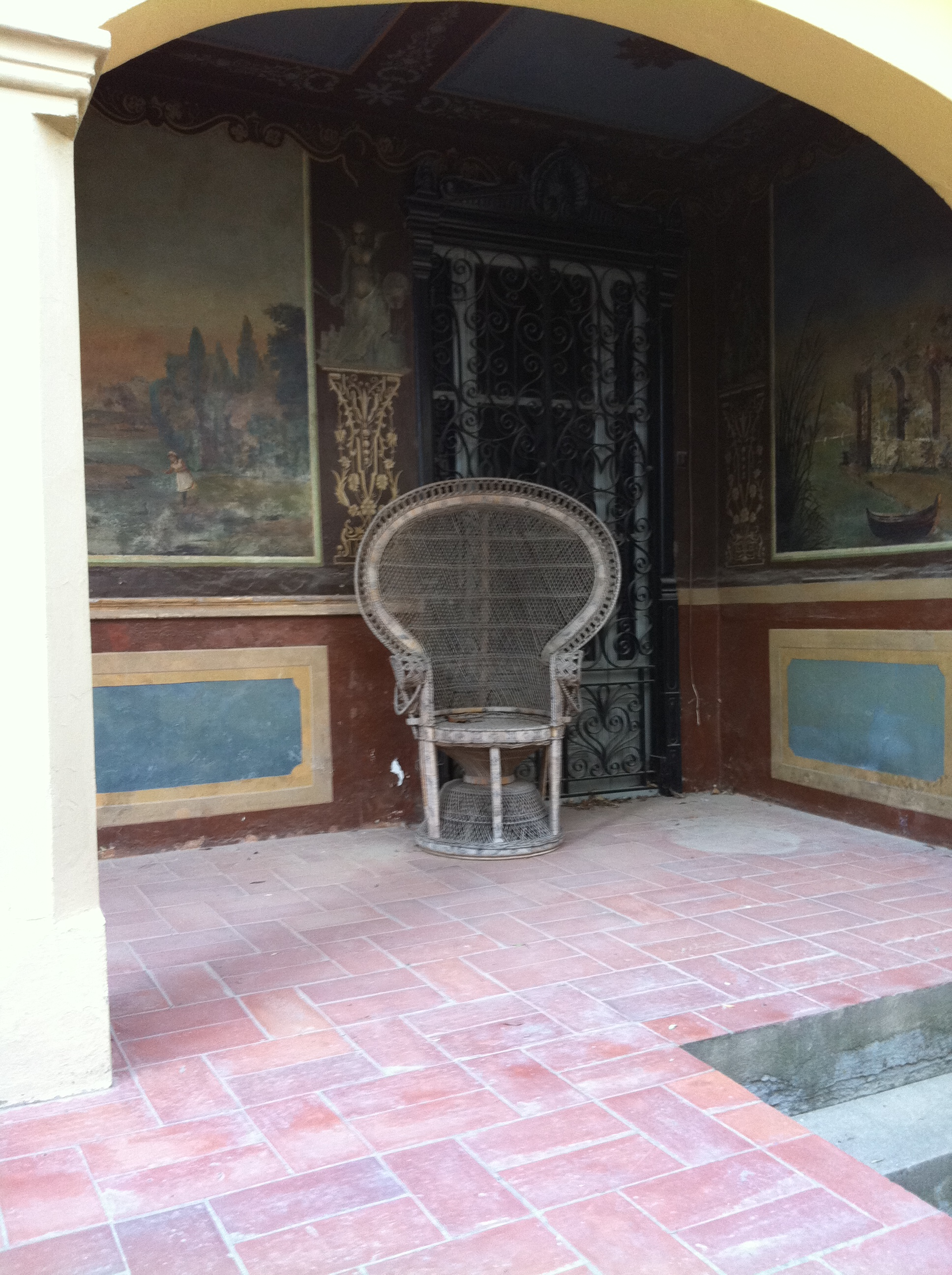
Can Sora (Begur), construït el 1870 per la família Cama Marti, que va fer fortuna a Cuba

Un indià, sovint citat amb els noms populars d'indiano, americano o americà, foren aquelles persones que, després d'emigrar a Amèrica, tornaven a la metròpoli després d'haver fet fortuna (havent fet les Amèriques).
Als Països Catalans, s'anomenaren indians o americans els catalans que varen emigrar a terres americanes al llarg de la primera meitat del segle XIX i que varen tornar a la seva localitat d'origen, en la majoria dels casos havent-se enriquit. Aquests solien marxar joves, majoritàriament de comarques de costa, i la seva destinació solien ser les colònies d'Ultramar; les destinacions preferides foren Cuba, Mèxic, Puerto Rico, Brasil, Argentina i Uruguai. En aquestes destinacions feien fortuna amb negocis relacionats amb el tabac, el sucre, el comerç, etc.
La seva vestimenta era d'una gran elegància i els donava un aire senyorívol que els distingia de la resta de la població. Indumentària típicament americana: pantalons clars, armilla amb relluents botons daurats, un gran mocador de seda al coll i el jipi (un barret de Panamà).
Alguns, en tornar, van construir grans mansions (cases d'indians) que, tot i ser filles de l'ostentació del que havia prosperat, avui dia són un excel·lent exemple de la millor arquitectura de la segona meitat del segle xix i primer terç del segle xx.
Fent justícia, cal dir que sovint van ser alhora generosos amb el seu poble, i van esdevenir promotors d'accions i obres de què va poder beneficiar-se l'empobrida societat contemporània de l'imperi d'ultramar. Així, enllumenat, ferrocarril o escoles van ser construïdes en molts llocs gràcies al seu mecenatge i voluntat. Els municipis posaven de manifest la seva gratitud envers els seus benefactors nomenant-los fills predilectes i batejant l'edifici amb el nom de l'indiano, o bé dedicant-los un carrer a fi de perpetuar-ne el record.
El fenomen va ser força important a Catalunya, que després de l'aixecament del monopoli del comerç de les índies exclusiu de Castella, va poder obtenir una certa compensació de la derrota militar del 1714 i la brutal repressió cultural posterior.

## Diferents tipus d'Indians
Hi ha molts perfils diferents d'indians però solen compartir els trets que la literatura i el cinema s'han encarregat de potenciar: una bona posició econòmica i social reforçada amb un bon patrimoni rural i urbà; iniciativa empresarial, fins i tot quan són d'edat avançada; la nostàlgia del paradís tropical perdut acompanyada d'un cert gust per l'exotisme; l'actitud de superioritat del qui ha vist món; l'adopció del castellà d'Amèrica o d'un català ple d'americanismes, i la formació d'una família nombrosa a Catalunya o a Amèrica.
Si aquests són els sis trets més comuns que els uneixen, també n'hi ha sis que els diferencien: l'època en què marxen a fer les Amèriques, el nom que reben, el seu origen social, la freqüència dels seus viatges, la seva ideologia i l'actuació social.
1. Per cronologia, a les comarques de Tarragona s'han distingit entre cinc tipus d'indians:
1.1) Els més antics i pioners, emigrants setcentistes que van marxar a l'aventura econòmica fins i tot abans de la Llei de lliure comerç del 1778, i van tornar cap al 1800.
1.2) La primera fornada de vuitcentistes, d'entre 1800 i 1835, que són els més celebrats, defineixen el mite indià que encara perdura avui en dia i viuen l'aventura americana fins al 1835, quan comença el primer boom.
1.3) La segona tongada de vuitcentistes, entre 1835 i 1868, superior a l'anterior gràcies a un Reial Decret de 1935 que regula i fomenta l'emigració.
1.4) L'etapa massiva, que inclou els 30 anys de guerres separatistes cubanes, tres dècades d'intens moviment de civils i militars, i s'acaba amb la llei cubana del 1931 que limita la contractació d'estrangers i, per tant, restringeix la immigració, 1868-1931.
1.5) Els emigrants de la postguerra franquista, que una vegada refeta la seva situació tornen esglaonadament a Catalunya.
En el cas de Cuba, els darrers tornen el 1959, amb l'anomenat Triunfo de la Revolución, quan els són confiscades les seves propietats. La majoria ja s'havien nacionalitzat cubans, i els qui no es repatrien a Catalunya s'exilien a d'altres països.
2-Pel que fa al nom, si bé el segle XXI ja es parla d'indians a tot Catalunya, històricament a Barcelona se'ls anomenava indianos, mentre que a les comarques del Tarragonès, Garraf, Penedès, Maresme, la Selva i Empordà es coneixien com a indianos o americanos. A Sant Feliu de Guíxols existia el localisme de càncamos i a les comarques de ponent i del sud de Catalunya, com que el seu destí solia ser Cuba, se'ls deia simplement cubanos.
A moltes poblacions tarragonines  existeixen encara un o diversos cal cubano, encara que el viatger no fos emigrant sinó soldat de la guerra de Cuba.
A Pratdip, als indians Sabaté se'ls anomenava ca l'Andiano i ca l'Andianet.
Al nord d'Espanya, a part d'indianos, qui tornava pobre era un chapetón i qui es quedava allà, un gachupín/cachupín.
Els qui tornaven de Perú eren els peruleros.
Internacionalment, a Europa són els nababs, nawabs o nabobs.
A Portugal, com que solien arribar del Brasil, se'ls deia brasileiros.
3-L'origen social de l'indià marcarà molt la seva carrera, i així ens trobem per una banda els fills de casa bona, que solen ser els cabalers que es busquen la vida, ja que l'hereu s'emportarà tot el patrimoni familiar –és el cas de Josep Guardiola i Grau, de l'Aleixar– o bé nois sense necessitats econòmiques amb ganes d'aventura, com el cas de Josep Margenat i Fàbregas, de Reus, que no suportava la seva madrastra.
D'altra banda tenim els fills de famílies menestrals, pageses o de pescadors, que solen marxar de molt joves fugint de la misèria (alguns quan encara no han fet quinze anys). O del servei militar: un pròfug de la mili va ser el reusenc Antoni Beringola Marcó, un dels fundadors del Círcol i del teatre Fortuny.
4-La freqüència de viatge també crea grans diferències entre indians, ja que ens trobem amb l'indià menys ambiciós que fa un sol viatge d'anada i tornada, i amb l'indià professionalitzat, que fa molts viatges al llarg de la seva vida.
El d'un sol viatge és el que sol posar un negoci, i quan aconsegueix traspassar-lo es repatria amb les rendes del traspàs.
En canvi, l'indià que creua l'Atlàntic tot sovint, sol pertànyer a una familia d'empresaris i/o comerciants que viu a cavall dels dos continents durant dues o tres generacions, com és el cas dels Gibert o dels Güell de Torredembarra i dels Rius i els Baradat d'Altafulla.
5-La ideologia dels indians els separa en dues tendències: els liberals, progressistes, federals i francmaçons, que simpatitzen i de vegades s'alineen amb els criolls en les lluites independentistes americanes, com l'espluguí Josep Conangla i Fontanilles; i els reaccionaris en política i proteccionistes en els negocis, absolutament bel·ligerants amb l'independentisme, que una vegada a Barcelona creen lobbies de defensa dels interessos peninsulars a l'illa, com l'arbocenc Josep Gener i Batet, fuet dels criolls independentistes.
6-L'actuació social. Per acabar, uns indians es destaquen per sobre dels altres per la seva actuació social una vegada repatriats a Catalunya. Tenim a un costat els que se centren en els seus negocis i en la seva família, sense consciència d'actuació social; i a l'altre, destacats prohoms que volen modernitzar la societat i fer créixer el país. Aquests els podem subdividir en els qui procuren per la millora espiritual dels seus conciutadans i beneficien l'església, i en els qui engeguen iniciatives materials de tots tipus: econòmiques (els ferrocarrils, l'urbanisme...), socials (asils, escoles...), sanitàries (hospitals, balnearis), esportives (clubs nàutics, equips de beisbol, de bàsquet...)
Els indians filantrops que més han destacat en aquest sentit a les comarques tarragonines han estat els mecenes de personatges històrics com els Güell, descendents de Torredembarra amb l'arquitecte Gaudí, o els Marianao del parc Samà de Cambrils amb el pintor Cusachs; i els impulsors de projectes faraònics com Francesc Gumà i Ferran, Antoni Beringola Marcó o el marquès de Mont-roig, amb els primers ferrocarrils.

## Arquitectura de les cases dels indians
Les cases dels indians, generalment, es van construir amb una barreja d'estils arquitectònics en voga en aquella època —neoclàssic i neogòtic—, i s'hi incorporaven molts detalls típics de l'arquitectura colonial i, a l'interior, diversos detalls modernistes.
Solien ser edificacions força sòbries i gaudien d'una impecable simetria. Usualment, estaven formades per una o dues plantes, golfes i un soterrani. Un dels trets més característics d'una casa indiana és el pati amb els seus jardins de caràcter romàntic: magnòlies, canyes de bambú, caquis i, naturalment, la palmera, símbol paradigmàtic de casa americana.
Els jardins també estaven adornats amb diverses fonts, petits llacs amb peixos de colors i camins rivetats amb plantes aromàtiques.
A la part posterior de l'edifici —que dona al pati— també destaquen unes grans galeries arquejades amb pintures murals que evoquen en l'indià la població i el paisatge cubans.

## Indians destacats

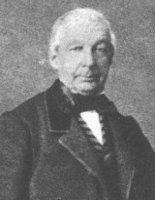
Joan Güell i Ferrer

- Miquel Biada i Bunyol (Mataró, 1789 – 1848)
- Joan Güell i Ferrer (Torredembarra, 1800 – Barcelona, 1872)
- Ròmul Bosch i Alsina (Calella, 1852 – Barcelona, 1923)
- Antonio López y López (Comillas, 1817 – Barcelona, 1883)
- Josep Xifré i Casas (Arenys de Mar, 1777 – Barcelona, 1856)
- Facund Bacardí i Massó (Sitges, 1815 – Santiago de Cuba, 1886)
- Antoni Beringola Marcó (Reus, 1824 – 1888)
- Josep Guardiola i Grau (l'Aleixar, 1831 – París, 1901)
- Teodor Roviralta i Figueras (Molins de Rei 1854 - Lloret de Mar 1919)